# I Loved You at Your Darkest
 (août 2018).
Albums de Behemoth
The Satanist
(2014) Opvs Contra Natvram
(2022)
I Loved You at Your Darkest est le onzième album studio du groupe polonais de blackened death metal Behemoth. Sa date de sortie est le 5 octobre 2018, via le label Nuclear Blast en Europe.
Le premier single est "God = Dog", dont le clip est publié le 2 août 2018.

## Composition du groupe
- Nergal : chant, guitare
- Orion : guitare, basse
- Inferno : batterie
- Seth : Lead guitare

## Liste des titres
| N° | Titre                         | Durée |
| -- | ----------------------------- | ----- |
| 1  | Solve                         | 02:04 |
| 2  | Wolves ov Siberia             | 02:54 |
| 3  | God = Dog                     | 03:58 |
| 4  | Ecclesia Diabolica Catholica  | 04:49 |
| 5  | Bartzabel                     | 05:01 |
| 6  | If Crucifixion Was Not Enough | 03:16 |
| 7  | Angelvs XIII                  | 03:41 |
| 8  | Sabbath Mater                 | 04:56 |
| 9  | Havohej Pantocrator           | 06:04 |
| 10 | Rom 5:8                       | 04:22 |
| 11 | We Are the Next 1000 Years    | 03:23 |
| 12 | Coagvla                       | 02:04 |